# 大犬座HP
大犬座HP，又名CD-30 3505，HD 49131、SAO 197177、HR 2501，是大犬座的一颗恒星，视星等为5.8，位于銀經240.5，銀緯-14.73，其B1900.0坐标为赤經6h 41m 42.4s，赤緯-30° -14.73′ 38″。